# 里维耶尔萨莱
里维耶尔萨莱（法語：Rivière-Salée，法語發音：[ʁivjɛʁ sale]，意为“咸河”）是法国海外省马提尼克的一个市镇，属于勒马兰区。

## 地理
里维耶尔萨莱（14°31'44"N, 60°58'53"W）面积39.38 平方千米，位于法国海外省马提尼克。
与里维耶尔萨莱接壤的市镇（或旧市镇、城区）包括：勒迪亚芒、迪科、里维耶尔皮洛特、圣埃斯普里、圣吕斯、萊特魯瓦西萊。
里维耶尔萨莱的时区为UTC−04:00（大西洋时区）。

## 行政
里维耶尔萨莱的邮政编码为97215，INSEE市镇编码为97221。

## 政治
里维耶尔萨莱的现任市长为安德烈·勒叙厄尔（André Lesueur）先生，任期为2020-2026年。

## 人口
里维耶尔萨莱于2022年1月1日时的人口数量为11818人。